# Усадьба О. И. Копыловой
Усадьба О. И. Копыловой — памятник архитектуры, расположенный в Пензе по адресу улица Володарского, 9, 11.
Решением облисполкома № 417 от 28.0987 принят под охрану местного значения. В годы СССР здесь одно время располагался Областной дом санитарного просвещения и отделение общества «Красный крест». В 2007 году второй деревянный этаж дома был полностью обновлён, при этом резьба сделана точной копией старой.

## История
Точной даты возведения городской усадьбы О. И. Копыловой нет. Согласно документам — оценочной стоимости усадьбы можно сделать вывод, что дом в том виде каком мы его знаем был построен в 1901 году. Взамен какой то сломанной постройки. Оценки строения меняются с 3500 рублей в 1900 году, а затем вновь увеличиваются — в 1901 году до 5280 рублей. Согласно документам подобные изменения произошли со сменой собственника усадьбы — в 1899 году её приобрела жена врача О. И. Копылова. Семья была очень обеспеченной, она содержала аптечные лавки, которые обслуживали практически всю Пензу. В усадьбе регулярно устраивались приемы и балы.
Перед Октябрьской революцией усадьба поменяла несколько собственников. Последним владельцем на момент октябрьского переворота был дворянин Г. М. Грушецкий.
Дом был построен в начале XX века на усадьбе жены врача Ольги Иосифовны (Осиповны) Копыловой, включавшей в себя и дом 9, 11. Мужем её, видимо, был хирург, доктор медицины Нил Васильевич Копылов, работавший до 1903 года заведующим хирургическим отделением губернской больницы (обл. больница им. Н. Н. Бурденко), а потом переехавший в Саратов, где в 1912 году был зачислен в число приват-доцентов Императорского Николаевского университета (ныне Саратовский государственный медицинский университет имени В. И. Разумовского) по кафедре хирургической патологии. В 1911 году усадьба Копыловой перешла к дворянину Григорию Мартиновичу Грушецкому, сыну пензенского нотариуса Мартина Григорьевича Грушецкого. После революции в здании находились роддом имени Н. К. Крупской и ясли. В более позднее время здание занимал областной центр медицинской профилактики, областной Дом санитарного просвещения, областной комитет общества Красного Креста.

## Архитектура
Двухэтажный дом, низ кирпичный, оштукатуренный, верх бревенчатый, рубленный «в лапу», обшит тесом. Исторически был расположен на красной линии застройки улицы Володарского (бывшей Лекарской) к югу от второго дома усадьбы (ныне не существует).
В плане имеет Г- образную форму, за счет выступающей во двор юго-восточной части, над которой возвышался 8-гранный бельведер, покрытый 8-гранным шатром, который ранее завершался световым фонарем. Северная, южная, и восточная части бельведера прорезаны двойными окнами, а северо-западная грань — дверным проемом, ведущим на чердак.
На главном западном фасаде выделен 4-оконный ризалит, завершаемый треугольным фронтоном, который имеет стяжку, опирающуюся по краям на спаренные кронштейны. Тимпан фронтона обшит резными дощечками. Над прямоугольными оконными проемами верхнего этажа ризалита сделаны полуциркульные фронтончики, заполненные растительным орнаментом, выполненном в технике объемной резьбы. Оконные проемы фланкируются филенчатыми пилястрами. Имеющими деревянные объемные капители композитного ордера.
Под окнами сделаны вставки из резных дощечек. По бокам ризалита устроено по три проема. Из которых крайний с севера -дверной. Отмеченный каменным крыльцом и чугунным. Высокохудожественным навесом. Опирающимся на две чугунные колонны. Входная дверь филенчатая. Над проемами боковых частей фасада сделаны треугольные фронтоны-сандрики, опирающиеся на балясины.
Этажи разделены многорядным карнизом. Оконные проемы нижнего этажа имеют лучковые перемычки, отмеченные замковым камнем. Крыша железная, вальмовая. Свес крыши. Опирающийся на фигурные кронштейны. По периметру украшен выразительным подзором, состоящим из зубчатых дисков и декорированным сухариками. С южной стороны к дому во всю ширину пристроен дощатый объём сеней на кирпичном полуподвале.
Изначально, что отмечено в плане, продольная стена выделяет на втором этаже большой зал, выходящий на улицу семью окнами (ризалита и южной части фасада). Остальной объём поделен на множество комнат. Культурное значение памятника архитектуры Дом Володарского, 9 является одним из лучших памятников деревянной архитектуры соединивший в своём облике народные традиции, принципы классицизма и романтизма. Является великолепным примером воплощения в дереве приёмов, характерных для каменного зодчества. В обработке фасада использованы украшения, выполненные в редкой для нашей области технике объёмной резьбы. В его оформлении использованы приемы, заимствованные из каменного зодчества, в особенности деревянные капители пилястр, членящих ризалит, которые с точностью повторяют капители. Под окнами — резные вставки. Оконные проемы верхнего этажа дворового фасада и центральный оконный проем бокового северного фасада также отмечены сверху треугольными сандриками. Композитный ордер, представляющий собой сочетание элементов ионического и коринфского ордеров — в капители которого используются как волюты, так и орнамент в виде листьев аканта. Характерный для каменной архитектуры в усадьбе воплощен в дереве. Обилие деревянной резьбы, как пропильной, так и объемной, придает зданию импозантность, чему не в малой степени способствует и чугунный навес над входом. Являющийся одним из лучших в Пензе образцов высокохудожественного литья. Здание играет активную роль в формировании архитектурного облика старой части Пензы.

## Реконструкция
В 2007 году второй деревянный этаж дома был полностью обновлён, при этом резьба сделана точной копией старой. Рядом с домом в 2008 году установлен бронзовая скульптура «Дама с собачкой», автором которого стал советский и российский художник-скульптор, заслуженный художник Российской Федерации (2009) Валерий Ювенальевич Кузнецов.
1. ↑  https://ru-monuments.toolforge.org/wikivoyage.php?id=5800240000